# YEJ Z
Mit der Bezeichnung YEJ Z wurde von der schwedischen Eisenbahngesellschaft Ystad–Eslövs Järnvägsaktiebolag (YEJ) eine dieselmechanische Lokomotive beschafft, die auf der Bahnstrecke Ystad–Eslöv zum Einsatz kam. Sie erhielt die Nummer Z 20.

## Geschichte
Die Z 20 wurde 1939 von den Deutschen Werken in Kiel mit der Fabriknummer 675 als dieselmechanische Lok mit Getriebe und Kraftübertragung über eine Blindwelle gebaut.

## SJ Zsc 141
Im Rahmen der allgemeinen Eisenbahnverstaatlichung wurden am 1. Juli 1941 alle Bahngesellschaften, die im Konsortium Trafikförbundet Ystads Järnvägar verbunden waren, darunter die 1865 gegründete Ystad–Eslövs Järnvägsaktiebolag, verstaatlicht.
Dabei wurde die Lokomotive 1941 von Statens Järnvägar als SJ Zsc 141 mit übernommen.

## SJ Z6 (III)
Im Rahmen der Nummernplanänderung 1942 für Kleinlokomotiven bei SJ wurden die Lokomotive in die Baureihe SJ Z6 (III) eingereiht.

## SJ Z69 (III)
Die letzte Umzeichnung fand 1956 statt, als die Lokomotive mit der Baureihenbezeichnung Z69 (III) versehen wurde.

## Verbleib
Die Lokomotive wurde 1963 an den Zementhersteller Gullhögens Bruks AB in Skövde verkauft und war bis 1979 dort im Einsatz. 1979 folgte der Verkauf an den Museumsverein der Östra Skånes Järnvägar in Kristianstad.